# Intolérance linguistique
 (janvier 2012).
L'intolérance linguistique est l'intolérance envers une ou d'autres langues que sa langue maternelle.

## Intolérance linguistique en France
Lors de la Révolution française, une douzaine de lois linguistiques furent adoptées, avec l'association de langue et de nation. Ainsi, le révolutionnaire Bertrand Barère, membre du comité de salut public, cita : « La monarchie avait des raisons de ressembler à la tour de Babel ; dans la démocratie, laisser les citoyens ignorants de la langue nationale, incapables de contrôler le pouvoir, c'est trahir la patrie... Chez un peuple libre, la langue doit être une et la même pour tous. » puis, dans son rapport sur les idiomes : « Combien de dépenses n'avons-nous pas faites pour la traduction des lois des deux premières assemblées nationales dans les divers idiomes de France ! Comme si c'était à nous à maintenir ces jargons barbares et ces idiomes grossiers qui ne peuvent plus servir que les fanatiques et les contre-révolutionnaires ! » . Outre Barère, la classe dirigeante dans son ensemble exprimait des opinions comparables, comme l'abbé Grégoire : « Tous les jours, rentrés dans le sein de leur famille, dans les longues soirées des hivers surtout, la curiosité des parents et l'empressement des enfants, de la part de ceux-ci l'avidité de dire, de la part de ceux-là le désir d'entendre, feront répéter la leçon et retracer des faits qui seront le véhicule de la morale ; ainsi l'émulation acquerra plus de ressort, ainsi l'éducation publique sera utile, non seulement à ceux qui font l'apprentissage de la vie, mais encore à ceux qui ont atteint l'âge mûr ; ainsi l'instruction et les connaissances utiles, comme une douce rosée, se répandront sur toute la masse des individus qui composent la nation, ainsi disparaîtront insensiblement les jargons locaux, les patois de six millions de Français qui ne parlent pas la langue nationale. Car, je ne puis trop le répéter, il est plus important qu'on ne pense en politique d'extirper cette diversité d'idiomes grossiers, qui prolongent l'enfance de la raison et la vieillesse des préjugés. Leur anéantissement sera plus prochain encore, si, comme je l'espère, vingt millions de catholiques se décident à ne plus parler à Dieu sans savoir ce qu'ils lui disent, mais à célébrer l'office divin en langue vulgaire. » 